# Raionul Jașkiv, Cerkasî
Jașkiv (în ucraineană Жашківський район, transliterat: Jașkivskîi raion) este un raion în regiunea Cerkasî, Ucraina. Reședința sa este orașul Jașkiv.

## Demografie
Componența lingvistică a raionului Jașkiv
     Ucraineană (98,11%)
     Rusă (1,5%)
     Alte limbi (0,26%)
Conform recensământului din 2001, majoritatea populației raionului Jașkiv era vorbitoare de ucraineană (98,11%), existând în minoritate și vorbitori de rusă (1,5%).